# 青松郡
青松郡（：／ Cheongsong gun */?），是大韓民國慶尚北道東部的一個郡，位於慶尚山脈。面積989.0方公里，2007年人口27,993人。下分1邑、7面。朝鮮世祖時始稱青松。1895年設郡。
周王山國立公園位於本郡。

## 姐妹城市
- 中华人民共和国江蘇省宿遷市[1]